# 劳尔索阿里斯
劳尔索阿里斯是巴西米纳斯吉拉斯州的一个市镇。总面积771.469平方公里，总人口30901人，人口密度每平方公里40.1人。